# Sasaki Takahiro
Takahiro Sasaki (sinh ngày 25 tháng 9 năm 1974) là một cầu thủ bóng đá người Nhật Bản.

## Sự nghiệp câu lạc bộ
Takahiro Sasaki đã từng chơi cho Cerezo Osaka.